# Červený Újezd
Červený Újezd là một làng thuộc huyện Benešov, vùng Středočeský, Cộng hòa Séc.